# Bo Wastesson
Bo Wastesson, född 1947, är en svensk kompositör. Han var tidigare bosatt i Sankt Anna skärgård.
Han har mestadels skrivit musikaler, den mest kända är Bröderna Lejonhjärta som hade premiär med Göteborgsoperan i Skövde 2005 samt Gerda, en sångsaga vars musik framfördes första gången i Sankt Anna kyrka 2001.
Utöver musikalerna har han skrivit låtar som spelats in av artister som Lena Philipsson, Peter Jöback och Anna Book.
Förutom komponerandet har han varit chef för Studiefrämjandet i Östergötland. Där satte han bland annat upp ett antal musikaler med lokala amatörer, framför allt på Skandiateatern i Norrköping under tidigt 1980-tal.
2022 framfördes på Union Theatre i London "Love Songs in Four Seasons", en sångcykel skriven med Wastesson. Under flera musikakter på Nobelbanketten 2024 hördes Wastessons musik.